# Poa pirinica
Poa pirinica là một loài thực vật có hoa trong họ Hòa thảo. Loài này được Stoj. & Acht. miêu tả khoa học đầu tiên năm 1939.